# Dinamarca en los Juegos Olímpicos de Roma 1960
Dinamarca estuvo representada en los Juegos Olímpicos de Roma 1960 por un total de 100 deportistas que compitieron en 15 deportes.  
El portador de la bandera en la ceremonia de apertura fue el pentatleta Benny Schmidt.

## Medallistas
El equipo olímpico danés obtuvo las siguientes medallas:
| Nombre                                                | Deporte    | Competición       |
| ----------------------------------------------------- | ---------- | ----------------- |
| Oro                                                   |            |                   |
| Erik Hansen                                           | Piragüismo | K1 1000 m M       |
| Paul Elvstrøm                                         | Vela       | Finn M            |
| Plata                                                 |            |                   |
| Equipo                                                | Fútbol     | Torneo M          |
| Hans Fogh Ole Erik Petersen                           | Vela       | Flying Dutchman M |
| William Berntsen Steen Christensen Søren Hancke       | Vela       | 5.5 metre M       |
| Bronce                                                |            |                   |
| Erik Hansen Arne Høyer Erling Jessen Helmuth Sørensen | Piragüismo | K1 4 × 500 m M    |